# گوانز
گوانز، روستایی در دهستان بزمان بخش بزمان شهرستان ایرانشهر در استان سیستان و بلوچستان ایران است.

## جمعیت
بر پایه سرشماری عمومی نفوس و مسکن در سال ۱۳۹۵، جمعیت این روستا برابر با ۳۴۹ نفر (۸۹ خانوار) بوده‌است.